# Randowtal
Randowtal är en kommun i Landkreis Uckermark i förbundslandet Brandenburg i Tyskland. 
Kommunen bildades den 31 december 2001 genom en sammanslagning av de tidigare kommunerna Eickstedt, Schmölln och Ziemkendorf.
Kommunen ingår i kommunalförbundet Amt Gramzow tillsammans med kommunerna Gramzow, Grünow, Oberuckersee, Uckerfelde och Zichow.